# Дьяков, Михаил Иудович
Михаил Иудович Дьяков (1878—1952) — советский зоотехник, академик ВАСХНИЛ, лауреат Сталинской премии (1946), заслуженный деятель науки РСФСР (1936).

## Биография
Михаил Дьяков родился 20 сентября (2 октября) 1878 года в городе Дмитриев (ныне — Курская область).
В 1900 году окончил Харьковское земледельческое училище, в 1905 — Московский сельскохозяйственный институт, после чего находился на преподавательской работе сначала в нём же, а затем в Харьковском земледельческом училище.
В 1913—1915 годах работал специалистом бюро зоотехники в Главном управлении землеустройства и земледелия. С 1915 года преподавал в Стебутовском институте сельского хозяйства и лесоводства, с 1922 года был профессором кафедры кормления сельскохозяйственных животных Петроградского (Ленинградского) сельскохозяйственного института, деканом факультета зоотехники. Параллельно с этим возглавлял зоотехническую опытную станцию.
В 1936—1937 годах Дьяков был председателем организационного бюро Ленинградского областного отделения Всесоюзного научно-инженерного технического общества животноводов. В 1942—1946 гг. вместе с Пушкинским СХИ в эвакуации на Алтае, работал в созданном в 1943 г. Алтайском сельскохозяйственном институте. В 1946—1952 годах возглавлял Всесоюзный научно-исследовательский институт кормления сельскохозяйственных животных. В 1948 году Дьяков стал академиком ВАСХНИЛ.
Сфера научных интересов Дьякова — кормление сельскохозяйственных животных, в том числе сочетание кормов и повышение их питательной ценности, изучение обмена веществ и энергии и животных. Являлся организатором научно-исследовательской лаборатории кормов и комбикормовой промышленности, функционировавшей на базе возглавляемой им опытной станции. В 1936 году ему было присвоено звание заслуженного деятеля науки и техники РСФСР, в 1942 году — Сталинская премия. Являлся автором порядка 150 научных работ, среди которых — 25 книг и брошюр, некоторые из этих работ были опубликованы за рубежом.

Могила Дьякова на Новодевичьем кладбище Москвы.

Скончался 5 октября 1952 года, похоронен на Новодевичьем кладбище Москвы.

## Награды и звания
- Орден Ленина (5 ноября 1944) — за выдающиеся заслуги в деле подготовки специалистов для народного хозяйства и культурного строительства
- Сталинская премия II степени (10 апреля 1942) — за общеизвестные научные работы в области кормления сельскохозяйственных животных и разработку основ комбикормовой промышленности
- Орден Трудового Красного Знамени (21 октября 1939)[1]
- Заслуженный деятель науки РСФСР (1936)